# Calciatore dell'anno (Jugoslavia)
Calciatore jugoslavo dell'anno fu un premio calcistico assegnato al miglior giocatore jugoslavo dell'anno solare, tra il 1972 e il 1990.

## Albo d'oro
- 1972 - Dušan Bajević, Velež Mostar
- 1973 - Enver Marić, Velež Mostar
- 1974 - Josip Katalinski, Željezničar Sarajevo
- 1975 - Ivan Buljan, Hajduk Spalato
- 1976 - Ivica Šurjak, Hajduk Spalato
- 1977 - Dražen Mužinić, Hajduk Spalato
- 1978 - Nenad Stojković, Partizan e Vilson Džoni, Hajduk Spalato/Dinamo Zagabria
- 1979 - Safet Sušić, Sarajevo e Velimir Zajec, Dinamo Zagabria
- 1980 - Vladimir Petrović, Stella Rossa
- 1981 - Zlatko Vujović, Hajduk Spalato

- 1982 - Ivan Gudelj, Hajduk Spalato
- 1983 - Zoran Simović, Hajduk Spalato
- 1984 - Velimir Zajec, Dinamo Zagabria/ Panathīnaïkos
- 1985 - Blaž Slišković, Hajduk Spalato
- 1986 - Semir Tuce, Velež Mostar
- 1987 - Marko Mlinarić, Dinamo Zagabria/ Auxerre
- 1988 - Dragan Stojković, Stella Rossa
- 1989 - Dragan Stojković, Stella Rossa
- 1990 - Robert Prosinečki, Stella Rossa